# Христодул (архиепископ Афинский)
Архиепи́скоп Христодул (греч. Αρχιεπίσκοπος Χριστόδουλος, в миру Хри́стос Параскеваи́дис, греч. Χρήστος Παρασκευαΐδης; 17 января 1939, Ксанти — 28 января 2008, Афины, Греция) — Архиепископ Афинский и всей Эллады; предстоятель Элладской православной церкви с 28 апреля 1998. Первый предстоятель Элладской церкви, избранный демократическим путём.
Был известен независимой, а порой и конфронтационной, позицией в отношениях с Греческим государством, выступал против действий НАТО на Балканах и позиции в этих вопросах Греции как члена НАТО. В 2000 году выступил против удаления графы «вероисповедание» из удостоверений личности.

## Биография

### Ранние годы
Родился 17 января 1939 года в Ксанти в Северной Греции и был сыном Константиноса и Василики Параскеваидис. Его семья приехала из Адрианополя в Восточной Фракии и поселилась в Ксанти после заключения Лозаннского договора. В возрасте 2 лет, после того как Греция была вовлечена во Вторую мировую войну, в 1941 году, его семья переехала по соображениям безопасности в Афины, где впоследствии Христодул жил до 35 лет. Он получил образование в начальной школе Кораиса, а затем в средней школе Леонтиоса в Патисии с отличной успеваемостью.
В 1957 году, в возрасте 18 лет, когда он был церковным певцом в храме Айя-Зони в Кипсели, он там познакомился с тогдашним диаконом Каллиникосом Карусосом (впоследствии митрополитом Пирейским), который служил в той же церкви. Он познакомился с Афанасием Ленисом (впоследствии митрополитом Калаврийским Амвросием). В 1958 году все трое основали монашеское братство «Хрисопиги» в Панграти.
В 1961 году он поселился вместе с Каллиником Карусосом и Афанасиосом Ленисом в монастыре Варлаама в Метеорах, настоятелем которого был назначен Каллиник. Он был рукоположён в монахи 16 мая 1961 года в монастыре Варлаама, а 17 мая 1961 года был рукоположён в сан диакона в Святой церкви святых Анаргиро в Трикале.
После двухлетнего пребывания в монастыре трое священнослужителей вернулись в Афины из-за разногласий, который возникли между ними и митрополитом Триккиским и Стагонским Дионисием (Хараламбусом). Митрополит Дионисий публично сообщил, что Братство растратило все сбережения монастыря на сумму в один миллион драхм. Особенно в отношении Христодулоса митрополит пожаловался, что его поведение было «немилосердным по отношению к епископу, сделавшему его монахом и рукоположившему в сан диакона», и это «способствовало моему строгому наблюдению за вами». В письме об изгнании Дионисий заключил: «Вы, дети мои, пали жертвами нечестивых. Вам очень понравился монастырь и вы сами. Я должен предстать перед вами суровым. Но, приписывая вышесказанное неопытности, поверхностности и энергии лукавого, я предоставляю это дело Богу».
В 1962 году он с отличием окончил юридический факультет Афинского университета со степенью бакалавра. В 1967 году с отличием окончил богословскую школу того же университета. В то же время он изучал византийскую музыку в Афинской консерватории.
Он был рукоположён в сан священника в 1965 году и был назначен проповедником в церкви Успения Пресвятой Богородицы в Палеон-Фалироне, пригороде Афин, где пробыл 9 лет.
После письменных испытаний он был принят секретарём Священного Синода при архиепископе Иерониме I, а затем архиепископе Серафиме. 18 января 1973 года в Айос-Еорьосе близ Капандритиона основан Синодальный монастырь Панагии Хрисопиги, который находился в непосредственном подчинении Священного Синода.

### Митрополит Димитриадский
В 1974 году в возрасте 35 лет был избран митрополитом Димитриадским и Альмирским (историческая кафедра древнего города близ нынешнего Волоса), став самым молодым иерархом Элладской церкви на тот момент. Он был возведен на престол 4 августа 1974 года. Он принимал участие во многих церковных миссиях за рубежом. Он является автором многочисленных текстов богословского и морального содержания. Он был обозревателем церковной прессы и газет.
Основал «Дом мира Христова» (Σπίτι της Γαλήνης του Χριστού) для пожилых людей, «Христианскую солидарность» (Χριστιανική Αλληλεγγύη) для нуждающихся, Центр поддержки семьи и консультационную станцию по проблемам подростков. Он первым учредил собрания священнослужителей, создал лагеря для детей всех возрастов, объединение для молодёжи (στέκι για τη νεολαία), радиостанцию «Православное свидетельство» (Ορθόδοξη Μαρτυρία; первое епархиальное радио за пределами Афин) и Частную школу епархии. Он предоставлял стипендии от имени митрополии и способствовал отправке больных за границу. Он руководил Открытым университетом (Ανοιχτό Πανεπιστήμιο), создавал ассоциации по защите греческого языка в сотрудничестве с учёными региона. Он основал строительный комплекс на площади около 100 акров в районе Мелиссатика, за пределами Волоса. Сегодня за пределами офисов мегаполиса в этом комплексе функционирует конференц-центр. Когда он впервые приехал в Волос, там было двенадцать священников-богословов, в то время как когда он уезжал, он оставил после себя около 80.
В то же время он публиковал свои статьи во многих изданиях. Из-за статьи, опубликованной в местной прессе, городской совет Волоса в своём постановлении от 28 июня 1984 года объявил его «нежелательным» для города, поскольку считалось, что с помощью этой статьи он «вырвался из рамок своих религиозных обязанностей и даже напал на демократические институты».
В 1987 году он взял на себя обязательство документировать и представлять точку зрения Церкви по вопросам церковной собственности, поднятым тогдашним министром национального образования и по делам религий Антонисом Трицисом, и был одним из ораторов на митинге 1 апреля 1987 года. Священный Синод назначил его своим представителем в Комитете по разработке нового Устава Церкви в 1988 году, а также в Национальном совете по трансплантологии и Центре специального инфекционного контроля.

### Предстоятель Элладской церкви
28 апреля 1998 года епископатом Элладской церкви был избран подавляющим большинством голосов архиепископом Афинским и всей Эллады в качестве преемника Серафима (Тикаса), скончавшегося 10 апреля 1998 года. Интронизация архиепископа состоялась 9 мая того же года в Афинской митрополичьей церкви, где он также выступил со своей заключительной речью. Из-за политических трений с тогдашним правительством на его интронизации 9 мая не присутствовали ни президент, ни премьер-министр Греции Костас Симитис.
Во время своего предстоятельства он также предпринял ряд инициатив. Создал 14 специальных Синодальных комитетов по широкому кругу проблем современного общества. В 1998 году он учредил представительство Элладской церкви при Европейском Союзе, Совете Европы и ЮНЕСКО, а также специальную Синодальную комиссию по мониторингу европейских проблем. В 1999 году он учредил Фонд психосоциального просвещения и поддержки «Диакония» для решения социальных проблем с упором на наркоманию, а также предоставил центр профилактики. В том же году основал «Приют для матерей» для поддержки матерей-одиночек и женщин, подвергшихся насилию. Основал Центр поддержки семьи (Κέντρο Στήριξης Οικογένειας, ΚΕΣΟ) для помощи жертвам торговли людьми. Созданы детские сады для поддержки малообеспеченных и многодетных семей. Учредил Молодежное агентство (Γραφείο Νεότητας) с лагерями, спортивными мероприятиями, студенческими собраниями и школами византийской музыки. В 2002 году начала действовать неправительственная организация Элладской церкви «Солидарность» (Αλληλεγγύη), занимающаяся оказанием гуманитарной помощи в Греции и за рубежом. В рамках «Солидарности»  в 2005 году было открыто общежитие «Сторги» с целью приема, лечения и реинтеграции в общество женщин, ставших жертвами домашнего или иного насилия. Он ввел субсидию на третьего ребенка в рамках «программы поддержки христианских семей во Фракии» в виде ежемесячного пособия в размере 35 000–40 000 драхм на ребенка в месяц, что дало положительные результаты в направлении увеличения рождаемости среди населения. По его инициативе Элладская церковь выделила 30 акров земли для создания мусульманского кладбища в Схисто.
Также в его дни был организован ряд конференций и семинаров, либо с его участием, либо под его эгидой, по ряду современных тем богословия, таких как ереси, священнические наклонности (ιερατικές κλίσεις) и катехизис. Была модернизирована радиостанция Элладской церкви, модернизированы издания «Εφημέριος» и «Εκκλησία», издан журнал «Τόλμη». 19 декабря 1999 года в церкви святого Константина в Омонии он рукоположил в первый в Греции православный священник из Африки, Теотимо Касомпо Цала.
В январе 2008 года архиепископу была присуждена российская международная премия «За выдающуюся деятельность по укреплению единства православных народов».

### Болезнь и кончина
В июне 2007 года в Афинах перенёс операцию по удалению раковой опухоли кишечника, но позднее выяснилось, что опухоль поразила и печень.
8 октября 2007 года, за три месяца до смерти, ввиду обнаружения метастазов, была отменена операция по пересадке печени, планировавшаяся в Jackson Memorial Hospital в Майами, США.
27 октября 2007 года архиепископ Христодул вернулся в Грецию и последние три месяца жизни провёл в своём доме недалеко от Афин, где и скончался 28 января 2008 года в возрасте 69 лет.
По сведениям греческого телевидения со ссылкой на полицейские источники, в течение двух дней более 300 тысяч человек пришли в афинский Благовещенский кафедральный собор, чтобы проститься с покойным.
31 января 2008 года чин отпевания покойного архиепископа возглавил патриарх Константинопольский Варфоломей в сослужении предстоятелей иных поместных церквей; на богослужении присутствовало всё политическое руководство Греции (Каролос Папульяс, Костас Караманлис и др.); Московский патриархат представлял митрополит Минский Филарет.
В надгробной речи патриарх Варфоломей отметил «его рвение в церковных делах, неустанную работу на благо Церкви, близость молодежи, преданность греческому народу, большой вклад в общественные и благотворительные труды церкви не только в Греции, но и везде, где страдали наши православные братья — в Сербии, России, Ливане и других странах».
Погребение состоялось с государственными почестями на Первом кладбище Афин в архиерейском некрополе, рядом с кладбищенской церковью.

## Отношения с Константинопольским патриархатом
В 2003 году произошло резкое обострение отношений между руководством Константинопольской церкви, с одной стороны, и священноначалием Элладской церкви и лично архиепископом Христодулом, с другой стороны, — вследствие разногласий о порядке назначения на епископские кафедры 36 епархий так называемых Новых территорий (Эпира, Македонии, Фракии и северной Эгеи), с 1928 года находившихся номинально в канонической юрисдикции Константинопольской церкви, но в фактическом ведении Элладской. Ввиду острого противостояния патриарх Константинопольский Варфоломей 30 апреля 2004 года на основании решения Синода Константинопольской церкви разорвал евхаристическое общение и прекратил поминовение архиепископа Христодула, причём среди обвинений со стороны патриарха в адрес архиепископа звучали упрёки в его «сговоре» с русскими с целью ослабления влияния кафедры Константинопольского патриарха; спустя месяц было достигнуто примирение и восстановление отношений в целом на условиях Константинополя.

## Общественно-политическая деятельность
Критиковал глобализацию, шаги по отделению школы от церкви, реформу греческой орфографии как действия, враждебные церкви и народу; находил оправдание террористическим актам против США, называл турок «восточными варварами».
В начале мая 2001 года, несмотря на массовые выступления протеста, принял в Афинах папу Иоанна Павла II, бывшего официальным гостем президента страны Стефанопулоса, и не возражал против открытия мечети в Афинах в следующем году. Однако, в январе 2002 года, сославшись на решение Синода, отклонил приглашение Иоанна Павла II посетить Рим с ответным визитом.
В мае 2001 года посетил Россию как гость Московского патриархата.
7 декабря 2001 года принял президента России Владимира Путина.
В 2005 году ряд греческих епископов (как ЭПЦ, так и вне её, например, впоследствии низложенный патриарх Иерусалимский Ириней) был замешан в коррупционный скандал, причём ряд журналистов связывали с их деятельностью и Христодула.
В июле 2006 года осудил руководство Израиля, заявив, что «действия Израиля по реализации своего права на самозащиту давно перешли любые рациональные границы».
14 декабря 2006 года имел в Ватикане встречу с папой римским Бенедиктом XVI — первый официальный визит главы Элладской церкви в Ватикан. Ранее, в апреле 2005 года, Христодул присутствовал в Риме на похоронах предшественника Бенедикта, Иоанна Павла II.